# Sleipner (1877)
«Слейпнир» був канонерським човном 1-го класу, побудованим для Королівського ВМС Норвегії. Як і всі інші норвезькі бойові кораблі того періоду, він ніс важке озброєння на невеликому корпусі. Корабель побудували на військово-морській верфі в Гортені, його номер верфі був 56.

## Конструкція
Основною зброєю «Слейпнир» була 260 мм гармата Круппа, тієї ж марки та моделі, яку на інших флотах встановлювали на лінійних кораблях. «Слейпнир» також мав на носі підводний торпедний апарат для стрільби торпедами Уайтхеда, і він був першим кораблем Королівського флоту Норвегії, оснащеним цією зброєю.

## Перебудова
У 1900 році «Слейпнир» перебудували, а його щогли та такелаж демонтували. Після реконструкції він використовувався як навчальний корабель до 1915 року, коли він почав використовуватися як плавуча казарма.

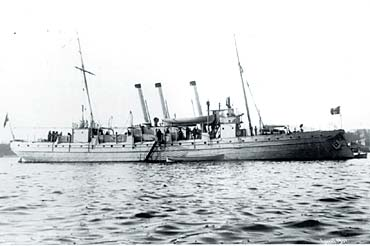
«Слейпнир» після модернізації

Між 1921 і 1932 роками «Слейпнир» використовувався як плавучий склад для новоствореної морської авіації Королівського флоту Норвегії, перш ніж він був остаточно виведений з експлуатації та зданий на металобрухт у 1935 році.